# Attila à ventre jaune
Attila citriniventris
Ne doit pas être confondu avec Attila à croupion jaune.
Espèce
Statut de conservation UICN

 LC  : Préoccupation mineure
L'Attila à ventre jaune (Attila citriniventris) est une espèce de passereau de la famille des Tyrannidae.

## Distribution
Cet oiseau vit depuis l'est de la Colombie jusqu'au Sud du Venezuela, au nord-est du Pérou (département du Loreto) et à l'Amazonie brésilienne.